# Camanchacaïta
La camanchacaïta és un mineral de la classe dels fosfats que pertany al grup de l'al·luaudita. Rep el nom per la "camanchaca", una densa boira que es forma al llarg de la costa nord de Xile, on el desert d'Atacama arriba a l'oceà Pacífic. Les gotes són massa petites per formar pluja, però la humitat que proporciona pot ser en part responsable de l'alteració dels petits filons que porten arsènic que produeixen minerals secundaris a la localitat tipus.

## Característiques
La camanchacaïta és un arsenat de fórmula química NaCaMg₂[AsO₄][AsO₃(OH)]₂. Va ser aprovada com a espècie vàlida per l'Associació Mineralògica Internacional l'any 2018, sent publicada per primera vegada el 2019. Cristal·litza en el sistema monoclínic. La seva duresa a l'escala de Mohs és 2,5.
Els exemplars que van servir per a determinar l'espècie, el que es coneix com a material tipus, es troben conservats a les col·leccions mineralògiques del Museu d'Història Natural del Comtat de Los Angeles, a Los Angeles (Califòrnia) amb els números de catàleg: 67257, 66771, 66772, 66773 i 66774.

## Formació i jaciments
Va ser descoberta a la mina Torrecillas, a Salar Grande, dins la província d'Iquique (Tarapacá, Xile). Es tracta de l'únic indret de tot el planeta on ha estat descrita aquesta espècie mineral.